# Gizella
Gizella je  žensko osebno ime.

## Izvor imena
Ime Gizella je različica imena Gizela.

## Pogostost imena
Po podatkih Statističnega urada Republike Slovenije je bilo na dan 31. decembra 2007 v Sloveniji število ženskih oseb z imenom Gizella: 16.

## Osebni praznik
V koledarju je ime Gizella skupaj z Gizelo; god praznuje 7. maja.